# Microsoft NetMeeting
Microsoft NetMeeting 是一套由微軟所發布的VoIP和多點視訊通話客户端軟體，目前已結束支援。其包含在眾多版本的Microsoft Windows （從Windows 95 OSR2至Windows Vista）作業系統之中。它利用H.323協議進行視訊會議，並可以利用基於OpenH323協議的客户端軟體（例如Ekiga 、 OpenH323和Internet Locator Service (ILS)）進行相互操作。它還擁有一個稍微修改的版本以用於白板、應用程式共享（或利用插件擴充作為桌面共享使用）和檔案傳輸的T.120 通訊協議。

## 歷史
NetMeeting於1996年5月29日发布，最初與Internet Explorer 3 和後來的Internet Explorer 4捆绑在一起。它结合了 Microsoft從英國軟體開發商Data Connection Ltd  和 DataBeam Corporation（隨後被 Lotus 收購）所獲得的技術。
影音通訊服務於免費即時通訊軟體（例如 Yahoo! Messenger和MSN Messenger ）變得普遍前，NetMeeting 是在網路上进行視訊會議和聊天的流行方式（借助公共ILS服务器，或「直接撥號」至 IP 位置）。已經倒閉的TechTV電視頻道甚至使用 NetMeeting 作為利用網路攝影機的設置作為讓觀眾們能夠透過網路收看他們節目的手段，儘管觀眾們必須得使用他們的電話進行撥接連線，因為在那個時期寬頻網路仍未普及於個人家戶市場中。

## 協議架構
NetMeeting 使用H.323標準進行視訊通話，使用G.723.1和G.711標準進行音訊編碼。通話進行時，提供了影像30 fps、音訊5.3 kbit/s 至 64 kbit/s之間的位元速率，並透過RTP 、 UDP和IP網路協議進行資料傳輸。
而應用程式共享、共享白板、聊天和文件傳輸功能則是在TCP/IP協議之上使用 T.120 標準。

## 停止支援
自Windows XP開始，NetMeeting 的「開始」選單快捷方式已「依照設計」的被微軟删除。使用者必須手動從桌面選擇「開始」選單、開啟「執行」對話框，輸入conf.exe以執行程式。 
至Windows Vista之後，系統內皆不再包含 NetMeeting。但由於 Microsoft 於 2007 年 3 月 22 日針對 32 位元版本的 Windows Vista 發布更新 ，因此仍舊使得 Windows Vista 商業版、企業版或旗艦版上能夠安裝NetMeeting 3.02。但某些功能在 3.02 之中不可用，例如遠端桌面共享邀請（連入）和白板區域選擇等功能。 
微軟表示，不支援 Vista 系統為基底的相容版本，此版本僅作為過渡工具，僅作為和基於 Windows XP 作業系統的電腦協同使用時，以利進行協助通話之用。 在Windows 7 專業版、企業版或旗艦版上，使用者仍可以選擇安裝Windows XP Mode來開啟NetMeeting。
Microsoft 最初建議使用者改為使用更新的應用程式，例如Meeting Space 、远程桌面、远程协助、 Skype 、 Microsoft Office Live Meeting和SharedView來代替 NetMeeting。除遠端桌面、遠端協助和 Skype 外，其餘產品現今皆已停產，而且沒有任何一款軟體能夠完全取代 NetMeeting功能的全面性。 NetMeeting 2.1 及更高版本中的辅助白板使用H.324协议。
Live Communications Server、Office Communicator、Microsoft Lync 、 Skype for Business和現在的Microsoft Teams在在某些程度上能夠算是 NetMeeting 的繼承者，因為他們與 NetMeeting 一样，支援白板、桌面共享和檔案傳輸—且擁有更多進階的功能，例如即時通訊。

## 外部連結
- Linphone ：免費的VoIP服务和 SIP 客戶端
- Jitsi ：自由开源的跨平台VoIP、視訊會議和即時通訊平台
- Ekiga ：適用於 GNOME 和 Windows 的免費 VoIP 和影像會議軟體
- H323Plus ：H.323 VOIP 的一種呈現方式，現在已經整合到許多開源和商業軟體之中